# Carta acquisti
La carta acquisti (anche carta sociale o social card), in Italia, è una carta prepagata creata per fornire un sostegno alla spesa alimentare, sanitaria e domestica (per esempio il pagamento delle bollette) dei soggetti cui viene rilasciata, a cura del Ministero dell'Economia e delle Finanze.

## Storia
Varata nel 2008 dall'allora Ministro dell'economia e delle finanze Tremonti, la carta sociale è stata rilanciata dal governo Monti nel 2012, modificando in parte le proprie caratteristiche.
Essa è concessa su domanda a determinate categorie di cittadini, avendo i requisiti previsti dal decreto Brunetta del 2008., e può essere richiesta negli uffici postali presentando modulo e documentazione richiesta
La dotazione di risorse del programma nel 2012 ammontava a 50 milioni di euro., ed è prevista la sua sperimentazione nei comuni con più di 250.000 abitanti, mentre per le carte sono previste ricariche bimensili di 80 euro.
La Carta acquisti, denominata oggi "Carta dedicata a te", è stata confermata con la nuova legge di bilancio anche per tutto il 2024: l'importo raggiunto è di 600 milioni di euro che andranno ad essere erogati con ricariche di circa 77 euro al mese per ogni card abilitata

## I requisiti
Le categorie destinatarie della carta acquisti sono le persone di età superiore ai 65 anni, che ne diventano titolari, e i bambini di età inferiore ai 3 anni, nel qual caso il titolare è il genitore. La verifica dei requisiti e la richiesta di informazioni utili può avvenire con la navigazione del sito del Ministero dell'Economia e delle Finanze, del sito dell'INPS oppure recandosi negli uffici postali. In particolare, per i maggiori di 65 anni, l'INPS ha fissato nel 2012 come requisito reddituale pari, in base alla dichiarazione ISEE, a 6 499,82 euro per un'età compresa tra i 65 e i 70 anni, e a 8 666,43 euro per un'età pari o superiore a 70 anni

## Agevolazioni ottenibili
I titolari della carta acquisti godono anche di sconti presso alcuni negozi convenzionati, quelli che espongono vetrofania. Le farmacie aderenti, se adeguatamente attrezzate, offrono ai possessori che effettuino un acquisto di qualsiasi importo la misurazione gratuita della pressione arteriosa e del peso corporeo.

## Estero
Il Supplemental Nutrition Assistance Program' degli Stati Uniti ha una storia pluridecennale dagli anni '30 agli anni '90, ripreso poi negli anni 2000. Negli anni '90 è stato progressivamente integrato nel Supplemental Security Income, un più ampio programma di assistenza ai meno abbienti per le spese alimentari, sanitarie-farmaceutiche, e domestiche. Dagli anni '70 il contributo annuo massimo è fissato in 1.750 dollari pro-capite. La platea dei beneficiari è molto più numerosa, e comprende disoccupati e nuclei famigliari (anche under-65, o senza figli) al di sotto della soglia di povertà. 

La presentazione e selezione delle domande sono completamente informatizzate, cosa che consente una drastica riduzione dei costi amministrativi e rende la misura di protezione sociale cost-effective.
Le carte sono associate ad un conto corrente online (talora anche di debito), nel quale sono accreditate le somme cash, abbandonando l'uso di buoni cartacei vincolati alla spesa di tipo alimentare, in un contesto in cui il sussidio cresce con la povertà e il numero di disoccupati, ed è legato alla copertura sanitaria per il trattamento e la riabilitazione sociale delle dipendenze da alcool e droghe.
Il circuito di pagamento è gestito da società private, piuttosto che da un soggetto partecipato da una controllata del Ministero del Tesoro (Cassa Depositi e Prestiti su Poste Italiane).